# Tenerezza
Tenerezza（日文：テネレッツァ）是AQUAPLUS所發行的動作角色扮演遊戲，先於2003年1月30日發行Xbox的電視遊戲版本，後於同年3月28日發行Windows的電腦遊戲版本。

## 外部連結
- （日語）Tenerezza官方網站（页面存档备份，存于）